# ヨーロッパ退屈日記
『ヨーロッパ退屈日記』（ヨーロッパたいくつにっき）は、日本の俳優、商業デザイナーの伊丹十三が1965年（昭和40年）に発表したエッセイ集の名称である。

## 作品誕生の経緯
『ヨーロッパ退屈日記』誕生のきっかけは、伊丹が作家の山口瞳とはじめて出会った1954年（昭和29年）に始まる。当時伊丹は商業デザイナーとして河出書房に勤めていたが、同社が発行していた雑誌『知性』の編集人であった山口と偶然親交を結ぶことになった。この交友関係は『知性』が廃刊になるまで続く。
やがて伊丹は俳優の勉強をすべく出版社を退社、新進俳優として1960年（昭和35年）に大映に入社したが、翌年にはフリーになり渡欧し、映画『北京の55日』に出演。1962年（昭和37年）に帰国した伊丹は文藝春秋新社から原稿依頼を受け、ヨーロッパ滞在時の逸話を基にした短文を書いたが不採用となった。理由はこの短文が映画、ファッション、スポーツカー、語学など多岐にわたるテーマについて、話し言葉を多用した一見気障に思われるような独特の文体で書かれたものであるため、当時の高踏的な文芸誌にふさわしくないものと判断されたと推察される。
文藝春秋新社は、伊丹の原稿を不採用にしたものの、原稿を壽屋のPR誌『洋酒天国』に応募するよう勧める。当時、壽屋には河出書房を退社していた山口が勤めており、ここで伊丹は約7年振りに山口と再会した。伊丹の応募原稿は無事に採用されることになり、山口によって『ヨーロッパ退屈日記』と名付けられ、『洋酒天国』第56号（1963年1月発行）に、俳優時代の芸名である「伊丹一三」名義で発表された。この記事は好評で、月刊誌『婦人画報』から続編の原稿依頼を受け、同じタイトルで同誌の1963年6月号から1965年5月号まで連載を続け、既発表分に数篇の書き下し記事を加え、単行本として『ヨーロッパ退屈日記』のタイトルで出版された。
これは、伊丹十三の文筆家としてのデビュー作であると同時に、今日、文学ジャンルとして「随筆」とはやや異なるニュアンスで用いられるようになった、本格的な「エッセイ」が、戦後の日本に誕生した瞬間でもあった。

## 出版状況
『ヨーロッパ退屈日記』は、俳優時代と同じ伊丹一三名義で、1965年（昭和40年）3月、文藝春秋新社からポケット文春という新書シリーズの一冊として出版された。出版にあたって、伊丹は装訂と挿絵も手がけ、イラストレーター、グラフィックデザイナーとしてもすぐれた手腕を見せた。また、本書の表紙には、山口瞳による惹句が「この本を読んでニヤッと笑ったら,あなたは本格派で,しかもちょっと変なヒトです」と記載されているが、文中の本来読点であるべき部分がコンマになっており、山口の才気がうかがえる。なお、この惹句は新潮社に出版元が移った現在も引き継がれている。

## 収録作品タイトル
記事の配列は四部構成。タイトルの表記はポケット文春版に拠る。

### 第一部
- 1.わたくしの職業
- 2.これは本当に映画だろうか
- 3.ハリーの話
- 4.ジャギュアの到着
- 5.白鳥の湖
- 6.大英帝国の説得力
- 7.想像力
- 8.旅馴れてニタリと笑う
- 9.マドリッドの北京
- 10.ニックとチャック
- 11.晩餐会
- 12.同居人マイクル
  - 百三十六階の住人
  - スミス氏の散歩
- 13.お兄様と寝る
- 14.四人の俳優
- 15.エピック嫌い
- 16.ロンドンの乗馬靴
- 17.監督の条件
- 18.原子力研究所員の恐怖
- 19.外国語を話す外国人
- 20.あいづちについて
- 21.握手の名人
- 22.産婦の食欲
- 23.マイクルの韜晦
- 24.楽しい飛行機旅行
- 25.ミモザ
- 26.おばさんの収入
- 27.ランドリーその他
- 28.和文英訳
- 29.スキヤキ戦争
- 30.ハイ・スクール・イングリッシュ
- 31.これだけは知っておこう
- 32.さて、心構えを一つ

### 第二部
- 33.沈痛なバーテンダー
- 34.カクテルに対する偏見
  - マルティニ
  - ギムレット
  - ジン・バック
  - プランターズ・パンチ
- 35.おつまみ（アーティショーその他）
- 36.スパゲッティの正しい調理法
- 37.湯煙りの立つや夏原……
- 38.ソックスを誰もはかない
- 39.そしてパリ
- 40.場違い
- 41.原則の人
- 42.机の上のハガキ
- 43.天鵞絨のハンドル・カヴァ
- 44.正装の快感
- 45.銀座風俗小史
- 46.左ハンドル
- 47.ボックス・ジャンクション
- 48.ハイヒールを履いた男たち
- 49.ダンヒルに刻んだ頭文字
- 50.ミドル・クラスの憂鬱
- 51.女性の眼で見た世界の構造
- 52.喰わず嫌い
- 53.何故パリは美しいか
- 54.素朴な疑問
- 55.わたくしのコレクション
- 56.パリのアメリカ人

### 第三部
- 57.ロンドンからの電報
- 58.息詰る十分間
- 59.女狩人の一隊
- 60.ロータス・エランのために
- 61.渡された一頁
- 62.“GO AND CELEBRATE"
- 63.紙の飛行機
- 64.リチャード・ブルックスの言葉

### 第四部
- 65.英国人であるための肉体的条件
- 66.日暮れて道遠し
- 67.イングリッシュ・ティの淹れ方
- 68.エルメスとシャルル・ジュールダン
- 69.香港
- 70.三ツ星のフランス料理
- 71.飲み残す葡萄酒
- 72.イタリーびいき
- 73.キリストさまたちとマリヤさまたち
- 74.スパゲッティの正しい食べ方
- 75.ふたたびパリ
- 76.注意一瞬、怪我一生
- 77.ジャパニーズ・トマト
- 78.スモウク・サモン
- 79.三船敏郎氏のタタミイワシ
- 80.キング・クラブ
- 81.ペタンクと焙り肉
- 82.ミルク世紀
- 83.ステレオホニックハイハイ
- 84.この道二十年
- 85.母音
- 86.子音
- 87.アイ・アム・ア・ボーイ
- 88.古典音楽コンプレックス
- 89.最終楽章

## 出版記録
- 1965年（昭和40年）　文藝春秋　（単行本）
- 1976年（昭和51年）　同上　（文庫）
- 1983年（昭和58年）　TBSブリタニカ　「洋酒天国アンソロジー」に抄録
- 2005年（平成17年）　新潮社　（文庫）